# 265 (číslo)
Dvě stě šedesát pět je přirozené číslo, které následuje po čísle dvě stě šedesát čtyři a předchází číslu dvě stě šedesát šest. Římskými číslicemi se zapisuje CCLXV a řeckými číslicemi σξε.

## Matematika
265 je:
- Poloprvočíslo
- Nešťastné číslo
- Nepříznivé číslo

## Astronomie
- (265) Anna je planetka hlavního pásu, kterou objevil v roce 1887 Johann Palisa

## Doprava
- Silnice II/265 je česká silnice II. třídy vedoucí na trase Lipová – Velký Šenov – Krásná Lípa – Varnsdorf – Německo[1]

## Komunikace
- +265 je mezinárodní telefonní předvolba Malawi

## Roky
- 265
- 265 př. n. l.